# 吕仁堂
吕仁堂（1919年2月—2017年7月24日），山东省海阳县人，中华人民共和国政治人物。

## 生平
1945年，参加革命。1947年6月，加入中国共产党。1952年，曾任中国医药公司沈阳分公司副经理，经理；沈阳市商业局、财贸办公室，工商物价局，物价委员会，处长、办公室主任等职。1964年5月，调任中国人民银行沈阳市分行副行长，同年12月任中国人民银行沈阳市分行副行长，兼任中国农业银行沈阳市分行行长。1972年11月，任中国人民银行沈阳市分行革命领导小组副组长，1978年，改任副行长；1979年，任中国农业银行沈阳市分行行长，1983年离休。2017年7月24日在沈阳逝世，享年98岁。